# Mistrovství Evropy v judu 1956
VI. Mistrovství Evropy v judu za rok 1956 mělo proběhnout ve Vídni, Rakousko v Sofiiných sálech ve dnech 16. až 17. listopadu 1956. Z turnaje se však krátce před jeho začátkem odhlásily silné evropské judistické státy Nizozemsko, Francie, Spojené království a další státy. Důvodem odhlášení členských států EJU byla uprchlická krize v Rakousku, vzniklá po maďarském povstání v říjnu téhož roku. Evropská unie juda (EJU) turnaj přesunula na jaro 1957. V lednu prezident rakouského judistického svazu Franz Nimführ upřesnil konání mistrovství Evropy na začátek dubna. Mistrovství však neproběhlo ani napodruhé. V červenci pověřilo EJU pořádáním mistrovství Evropy v listopadu 1957 nizozemský Rotterdam.